# Прошково
Прошково (пол. Proszkowo) — село в Польщі, у гміні Шренськ Млавського повіту Мазовецького воєводства.
Населення — 282 особи (2011).
У 1975-1998 роках село належало до Цехановського воєводства.

## Демографія
Демографічна структура станом на 31 березня 2011 року:
|          | Загалом | Допрацездатний вік | Працездатний вік | Постпрацездатний вік |
| -------- | ------- | ------------------ | ---------------- | -------------------- |
| Чоловіки | 141     | 36                 | 88               | 17                   |
| Жінки    | 141     | 32                 | 69               | 40                   |
| Разом    | 282     | 68                 | 157              | 57                   |